# スポッテッドガー
スポッテッドガー（Lepisosteus oculatus）はガー科に分類される魚。

## 分布
アメリカ合衆国東部

## 形態
全長は通常90cm程で、最大では112cm、体重は4.44kgの記録がある。飼育下ではこれよりやや小さく60-70cm以下のものが多い。不規則な暗色の斑紋（Spotted＝斑点のある）が入ることが名前の由来。種小名oculatusは「眼状斑のある」の意。

## 生態
水草の繁茂する流れの緩やかな河川や湖、池沼等の淡水域に生息する。
食性は他のガーと同様に動物食で、主に魚類を食べる。
繁殖形態は卵生で、春期に岸辺近くに繁茂する水草に卵を産む。
幅広い水温に対応し、15-30℃の範囲であれば支障なく飼育が可能。
そのため地域により日本での屋外飼育も可能であり、水面に氷の張る水温5℃以下の環境下でも生きていたという報告もあるが定かではない。

## 人間との関係
ペットとして飼育されることもあり、日本にも輸入されていたが、平成28年7月に環境省が、ガー科単位で特定外来生物に指定し、平成30年4月をもって、輸入、販売、飼育が禁じられる。因みに、それまでペットとして飼育されていた個体は、申請の許可が下りれば飼育持続は可能となる。目内では小型種だが大型で体も堅いので、飼育にあたっては90センチ以上の水槽が必要になる。飼育下では人工飼料にも餌付く。鋭い歯を持つため扱いには注意が必要。